# Sergy, Ain

Sergy este o comună în departamentul Ain din estul Franței.